# 美国西弗吉尼亚南区联邦地区法院
美国西弗吉尼亚南区联邦地区法院 （引用时缩写为S.D. W.Va.）是美国94个、西弗吉尼亚州2个联邦地区法院之一。该法院审理后的案件需上诉至第四巡回法院，专利及《塔克法案》相关的案件需上诉至联邦巡回区法院。